# 瓦西 (索姆省)
瓦西（法語：Oissy，法語發音：[wasi]）是法国上法蘭西大區索姆省的一个市镇，属于亚眠区。

## 地理
瓦西（49°54'17"N, 2°3'2"E）面积5.52 平方千米，位于法国上法蘭西大區索姆省，该省份为法国北部沿海省份，北起加来海峡省和北部省，西接滨海塞纳省和大西洋英吉利海峡，南至瓦兹省，东临埃纳省。
与瓦西接壤的市镇（或旧市镇、城区）包括：布干维尔、布里克梅尼勒-弗洛克西库尔、卡维永、莫利安-德勒伊、里安库尔。

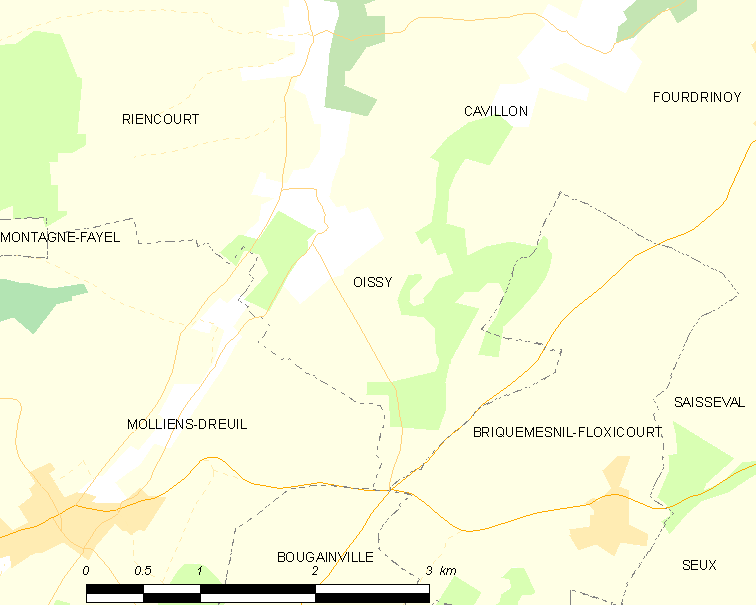
的OSM定位图

瓦西的时区为UTC+01:00、UTC+02:00（夏令时）。

## 行政
瓦西的邮政编码为80540，INSEE市镇编码为80607。

## 政治
瓦西所属的省级选区为索姆河畔阿伊县。

## 人口

1962-2008年间人口变化图示

瓦西于2022年1月1日时的人口数量为207人。